# كينغفيشر
كينغفيشر (بالإنجليزية: Kingfisher, Oklahoma)‏ هي مدينة تقع بولاية أوكلاهوما في الولايات المتحدة. تبلغ مساحة هذه المدينة 10.7 (كم²)، وترتفع عن سطح البحر 321 م، بلغ عدد سكانها 4380 نسمة في عام 2010 حسب إحصاء مكتب تعداد الولايات المتحدة.

## أعلام
- سام والتون
- آرثر أ. كولينز
- سول باتلر

## وصلات خارجية
- kingfisher.org
- The US50 - Cities and Towns in Oklahoma State